# Die Simpsons/Staffel 27
Die 27. Staffel der US-amerikanischen Zeichentrickserie Die Simpsons wurde vom 27. September 2015 bis zum 22. Mai 2016 auf dem US-amerikanischen Sender Fox ausgestrahlt. Die deutschsprachige Erstausstrahlung lief vom 30. August 2016 bis zum 23. Mai 2017 auf dem Free-TV-Sender ProSieben. Seit dieser Staffel ist Christoph Jablonka die deutsche Stimme von Homer Simpson, nachdem Norbert Gastell am 26. November 2015 verstarb. Claus-Peter Damitz ist der neue Sprecher von Ned Flanders.

## Episoden
| Nr. (ges.) | Nr. (St.) | Deutscher Titel                           | Originaltitel                         | Erstausstrahlung USA | Deutschsprachige Erstausstrahlung (D) | Regie                             | Drehbuch         | Zuschauer (USA) | Prod. Code |
| ---------- | --------- | ----------------------------------------- | ------------------------------------- | -------------------- | ------------------------------------- | --------------------------------- | ---------------- | --------------- | ---------- |
| 575        | 1         | Traumwelten                               | Every Man’s Dream                     | 27. Sep. 2015        | 30. Aug. 2016                         | Matthew Nastuk                    | J. Stewart Burns | 3,28 Mio.       | TABF14     |
| 576        | 2         | Grilling Homer                            | Cue Detective                         | 4. Okt. 2015         | 30. Aug. 2016                         | Timothy Bailey                    | Joel H. Cohen    | 6,02 Mio.       | TABF17     |
| 577        | 3         | Grauer Dunst                              | Puffless                              | 11. Okt. 2015        | 6. Sep. 2016                          | Rob Oliver                        | J. Stewart Burns | 3,31 Mio.       | TABF19     |
| 578        | 4         | Horror-Halloween                          | Halloween of Horror                   | 18. Okt. 2015        | 25. Okt. 2016                         | Mike B. Anderson                  | Carolyn Omine    | 3,69 Mio.       | TABF22     |
| 579        | 5         | Killer und Zilla                          | Treehouse of Horror XXVI              | 25. Okt. 2015        | 8. Nov. 2016                          | Steven Dean Moore                 | Joel H. Cohen    | 6,75 Mio.       | TABF18     |
| 580        | 6         | Freundin mit gewissen Vorzügen            | Friend with Benefit                   | 8. Nov. 2015         | 13. Sep. 2016                         | Matthew Faughnan                  | Rob LaZebnik     | 3,48 Mio.       | TABF21     |
| 581        | 7         | Lisa on Broadway                          | Lisa with an ’S’                      | 22. Nov. 2015        | 20. Sep. 2016                         | Bob Anderson                      | Stephanie Gillis | 5,64 Mio.       | TABF20     |
| 582        | 8         | Wege zum Ruhm                             | Paths of Glory                        | 6. Dez. 2015         | 27. Sep. 2016                         | Steven Dean Moore                 | Michael Ferris   | 5,53 Mio.       | VABF01     |
| 583        | 9         | Barthood                                  | Barthood                              | 13. Dez. 2015        | 4. Okt. 2016                          | Rob Oliver                        | Dan Greaney      | 5,97 Mio.       | VABF02     |
| 584        | 10        | Conrad                                    | The Girl Code                         | 3. Jan. 2016         | 11. Okt. 2016                         | Chris Clements                    | Rob LaZebnik     | 4,41 Mio.       | VABF03     |
| 585        | 11        | Die Milch macht’s                         | Teenage Mutant Milk-Caused Hurdles    | 10. Jan. 2016        | 18. Okt. 2016                         | Timothy Bailey                    | Joel H. Cohen    | 8,33 Mio.       | VABF04     |
| 586        | 12        | Apucalypse Now                            | Much Apu About Something              | 17. Jan. 2016        | 15. Nov. 2016                         | Bob Anderson                      | Michael Price    | 3,95 Mio.       | VABF05     |
| 587        | 13        | Liebe liegt in der N2-O2-Ar-CO2-Ne-He-CH4 | Love is in the N2-O2-Ar-CO2-Ne-He-CH4 | 14. Feb. 2016        | 21. März 2017                         | Mark Kirkland                     | John Frink       | 2,89 Mio.       | VABF07     |
| 588        | 14        | Die Frau im Schrank                       | Gal of Constant Sorrow                | 21. Feb. 2016        | 28. März 2017                         | Matthew Nastuk                    | Carolyn Omine    | 3,10 Mio.       | VABF06     |
| 589        | 15        | Lisa und das liebe Vieh                   | Lisa the Veterinarian                 | 6. März 2016         | 4. Apr. 2017                          | Steven Dean Moore                 | Dan Vebber       | 3,09 Mio.       | VABF08     |
| 590        | 16        | Die Marge-Ianer                           | The Marge-ian Chronicles              | 13. März 2016        | 11. Apr. 2017                         | Matthew Faughnan & Chris Clements | Brian Kelley     | 3,07 Mio.       | VABF09     |
| 591        | 17        | Ein Käfig voller Smithers                 | The Burns Cage                        | 3. Apr. 2016         | 18. Apr. 2017                         | Rob Oliver                        | Rob LaZebnik     | 2,32 Mio.       | VABF10     |
| 592        | 18        | Die Jazz-Krise                            | How Lisa Got Her Marge Back           | 10. Apr. 2016        | 25. Apr. 2017                         | Bob Anderson                      | Jeff Martin      | 2,55 Mio.       | VABF11     |
| 593        | 19        | Fland Canyon                              | Fland Canyon                          | 24. Apr. 2016        | 2. Mai 2017                           | Michael Polcino                   | J. Stewart Burns | 2,77 Mio.       | VABF12     |
| 594        | 20        | Der Kurier, der mich liebte               | To Courier with Love                  | 8. Mai 2016          | 16. Mai 2017                          | Timothy Bailey                    | Bill Odenkirk    | 2,52 Mio.       | VABF14     |
| 595        | 21        | Simprovisation                            | Simprovised                           | 15. Mai 2016         | 9. Mai 2017                           | Matthew Nastuk                    | John Frink       | 2,79 Mio.       | VABF13     |
| 596        | 22        | Orange is the New Yellow                  | Orange is the New Yellow              | 22. Mai 2016         | 23. Mai 2017                          | Matthew Faughnan                  | Eric Horsted     | 2,54 Mio.       | VABF15     |